# بارسوکوو
بارسوکوو (انگلیسی: Barsukovo) یک شهرک در شهرستان کالتاسینسکی استان باشقیرستان کشور روسیه است.